# Handley Page Halifax
Handley Page Halifax je bil štirimotorni težki bombnik, ki so ga uporabljale Kraljeve letalske sile (RAF) med 2. svetovno vojno. Halifax je poletel približno eno leto in pol pred precej podobnim Avro Lancastrom. Kljub temu, da sta bombnika od različnih proizvajalcev, sta si na izgled in po dimenzijah skoraj identična. Halifax uporablja za pogon zvezdaste motorje, Lancaster, za razliko, pa uporablja V-motorje.

## Specifikacije (Mk III)
Podatki iz Bingham, Halifax, Second to None
Splošne karakteristike
- Posadka: 7
- Dolžina: 71 ft 7 in (21,82 m)
- Razpon kril: 104 ft 2 in (31,75 m)
- Višina: 20 ft 9 in (6,32 m)
- Površina kril: 1190 ft² (110,6 m²)
- Naložena teža: 54400 lb (24675 kg)
- Pogon letala: 4 ×  radialni motor Bristol Hercules XVI, 1615 KM (1205 kW)  vsak

 Zmogljivost 
- Maks. hitrost: 282 mph (454 km/h/246 vozlov) na 13500 ft (4115 m)
- Doseg: 1860 milj (3000 km) bojni dolet
- Višina leta: 24,000 ft (7315 m)
- Hitrost vzpenjanja: 750 ft/min (3,8 m/s)
- Obremenitev kril: 45,7 lb/ft² (223,1 kg/m²)
- Razmerje moč/teža: 0,12 KM/lb (195 W/kg)

Oborožitev

- Strelno orožje: 8 × 7,7 mm Browning M1919 strojnice in 1 × 7,7 mm Vickers K strojnica v nosu
- Bombe: do 5897 kg bomb